# Тхотхунг (лаосский)

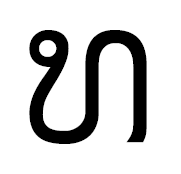

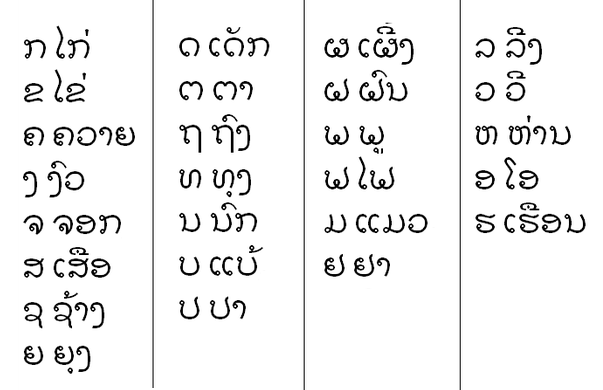
Алфавит

Тхотхунг (лао. тхунг — флаг) — тхо, 12-я буква лаосского алфавита, обозначает придыхательный глухой альвеолярный взрывной  согласный. В слоге может быть только инициалью, относится к согласным аксонтам (нижний класс) и может образовать слоги, произносимые 2-м, 3-м, 4-м и 6-м тоном.
Лаосский тхотхунг объединяет собой лексику четырех букв тайского алфавита: тхомонтхо (Мондодари) — ฑ (частично), тхопхутхау (старик) — ฒ, тхотахан (солдат) — ท и тхотхонг (флаг) — ธ.
В шанском алфавите проецируется на букву тхатхай — .